# Jep Maso
Pour les articles homonymes, voir Joseph Maso.
Pas d'image ? Cliquez ici

a Compétitions nationales et continentales officielles uniquement.

b Matchs officiels uniquement.
Joseph Jean Raphaël Maso dit Jep Maso, né le 14 février 1921 à Saint-Laurent-de-la-Salanque et mort le 10 mai 1977 à Perpignan, est un joueur et entraîneur français de rugby à XIII, évoluant au poste de demi d'ouverture ou de centre. Il a également connu l'l'équipe de France entre 1946 et 1949. Il devient par la suite arbitre de rugby à XIII au niveau international. Il a joué durant la Seconde Guerre mondiale à Lézignan et au Stade toulousain à la suite de l'interdiction du rugby à XIII en France.
Son fils, Jo Maso, est un joueur de rugby à XIII et à XV qui est devenu manager de l'équipe de France de rugby à XV.

## Biographie
Il commence le championnat de France à seulement dix-sept ans et remporte la Coupe de France en 1939. Interrompu par la guerre et l'interdiction du rugby à XIII en France, il joue alors pour le Stade toulousain. Il revient aussitôt la guerre terminée au rugby à XIII du côté de Carcassonne. Après deux titres de Championnats de France et deux titres de Coupe de France, il revient au XIII Catalan.
Il arbitre des matchs internationaux à la fin des années 1950 et entraîne durant le même temps le XIII Catalan. Le stade municipal de Saint-Laurent-de-la-Salanque où il a vu le jour porte son nom.

## Palmarès

### en tant que joueur
- Collectif[1] :
  - Vainqueur de la Coupe d'Europe des nations : 1949 (France).
  - Vainqueur du championnat de France : 1940 (XIII Catalan), 1945 et 1946 (Carcassonne).
  - Vainqueur de la coupe de France : 1939 (XIII Catalan), 1946, 1947 (Carcassonne) et 1950 (XIII Catalan).
  - Finaliste du championnat de France : 1947, 1948 (Carcassonne) et 1951 (XIII Catalan).
  - Finaliste de la coupe de France : 1945, 1948 (Carcassonne), 1952 et 1954 (XIII Catalan).

#### Détails en sélection
| Matchs internationaux de Jep Maso | Matchs internationaux de Jep Maso | Matchs internationaux de Jep Maso | Matchs internationaux de Jep Maso | Matchs internationaux de Jep Maso | Matchs internationaux de Jep Maso | Matchs internationaux de Jep Maso | Matchs internationaux de Jep Maso | Matchs internationaux de Jep Maso | Matchs internationaux de Jep Maso | Matchs internationaux de Jep Maso | Matchs internationaux de Jep Maso |
|                                   | Date                              | Lieu                              | Adversaire                        | Résultat                          | Compétition                       | Poste                             | Points                            | Essais                            | Pen.                              | Drops                             |                                   |
| --------------------------------- | --------------------------------- | --------------------------------- | --------------------------------- | --------------------------------- | --------------------------------- | --------------------------------- | --------------------------------- | --------------------------------- | --------------------------------- | --------------------------------- | --------------------------------- |
| sous les couleurs de la France    |                                   |                                   |                                   |                                   |                                   |                                   |                                   |                                   |                                   |                                   |                                   |
| .                                 | 23 février 1946                   |                                   | Angleterre                        | 6-16                              | Coupe d'Europe                    | Demi d'ouverture                  | -                                 | -                                 | -                                 | -                                 |                                   |
| .                                 | 8 décembre 1946                   |                                   | Angleterre                        | 0-3                               | Coupe d'Europe                    | Centre                            | -                                 | -                                 | -                                 | -                                 |                                   |
| .                                 | 18 janvier 1947                   |                                   | Pays de Galles                    | 14-5                              | Coupe d'Europe                    | Centre                            | -                                 | -                                 | -                                 | -                                 |                                   |
| .                                 | 12 avril 1947                     |                                   | Pays de Galles                    | 15-17                             | Coupe d'Europe                    | Centre                            | 3                                 | 1                                 | -                                 | -                                 |                                   |
| .                                 | 28 décembre 1947                  |                                   | Nouvelle-Zélande                  | 7-11                              | Test-match                        | Centre                            | -                                 | -                                 | -                                 | -                                 |                                   |
| .                                 | 25 janvier 1948                   |                                   | Nouvelle-Zélande                  | 25-7                              | Test-match                        | Centre                            | -                                 | -                                 | -                                 | -                                 |                                   |
| .                                 | 28 novembre 1948                  |                                   | Angleterre                        | 5-12                              | Coupe d'Europe                    | Centre                            | -                                 | -                                 | -                                 | -                                 |                                   |
| .                                 | 4 décembre 1949                   |                                   | Angleterre                        | 5-13                              | Coupe d'Europe                    | Demi d'ouverture                  | -                                 | -                                 | -                                 | -                                 |                                   |

#### Détails en club
| Saison    | Saison                                              | Championnat                                         | Championnat                                         | Coupe                                               | Coupe                                               | Sélection                                           | Sélection                                           | Sélection                                           | Sélection                                           | Sélection                                           | Sélection                                           | Sélection |
| Saison    | Saison                                              | Comp.                                               | Class.                                              | Comp.                                               | Class.                                              | Comp.                                               | M                                                   | Pts                                                 | Ess.                                                | Buts                                                | Dp.                                                 |           |
| --------- | --------------------------------------------------- | --------------------------------------------------- | --------------------------------------------------- | --------------------------------------------------- | --------------------------------------------------- | --------------------------------------------------- | --------------------------------------------------- | --------------------------------------------------- | --------------------------------------------------- | --------------------------------------------------- | --------------------------------------------------- | --------- |
| 1938-1939 | XIII Catalan                                        | Championnat de France                               | 5e                                                  | Coupe de France                                     | Vainqueur                                           |                                                     |                                                     |                                                     |                                                     |                                                     |                                                     |           |
| 1939-1940 | XIII Catalan                                        | Championnat de France                               | Vainqueur                                           | Coupe de France                                     | Annulé                                              |                                                     |                                                     |                                                     |                                                     |                                                     |                                                     |           |
| 1940-1944 | Interdiction du rugby à XIII, passage au rugby à XV | Interdiction du rugby à XIII, passage au rugby à XV | Interdiction du rugby à XIII, passage au rugby à XV | Interdiction du rugby à XIII, passage au rugby à XV | Interdiction du rugby à XIII, passage au rugby à XV | Interdiction du rugby à XIII, passage au rugby à XV | Interdiction du rugby à XIII, passage au rugby à XV | Interdiction du rugby à XIII, passage au rugby à XV | Interdiction du rugby à XIII, passage au rugby à XV | Interdiction du rugby à XIII, passage au rugby à XV | Interdiction du rugby à XIII, passage au rugby à XV |           |
| 1944-1945 | AS Carcassonne                                      | Championnat de France                               | Vainqueur                                           | Coupe de France                                     | Finaliste                                           |                                                     |                                                     |                                                     |                                                     |                                                     |                                                     |           |
| 1945-1946 | AS Carcassonne                                      | Championnat de France                               | Vainqueur                                           | Coupe de France                                     | Vainqueur                                           | CE                                                  | 1                                                   | -                                                   | -                                                   | -                                                   | -                                                   |           |
| 1946-1947 | AS Carcassonne                                      | Championnat de France                               | Finaliste                                           | Coupe de France                                     | Vainqueur                                           | CE                                                  | 3                                                   | 3                                                   | 1                                                   | -                                                   | -                                                   |           |
| 1947-1948 | AS Carcassonne                                      | Championnat de France                               | Finaliste                                           | Coupe de France                                     | Finaliste                                           | CE                                                  | 2                                                   | -                                                   | -                                                   | -                                                   | -                                                   |           |
| 1948-1949 | FC Lyon                                             | Championnat de France                               | 12e                                                 | Coupe de France                                     | 1/8 finale                                          | CE                                                  | 1                                                   | -                                                   | -                                                   | -                                                   | -                                                   |           |
| 1949-1950 | XIII Catalan                                        | Championnat de France                               | 1/2 finale                                          | Coupe de France                                     | Vainqueur                                           | CE                                                  | 1                                                   | -                                                   | -                                                   | -                                                   | -                                                   |           |
| 1950-1951 | XIII Catalan                                        | Championnat de France                               | Finaliste                                           | Coupe de France                                     | 1/2 finale                                          |                                                     |                                                     |                                                     |                                                     |                                                     |                                                     |           |
| 1951-1952 | XIII Catalan                                        | Championnat de France                               | 8e                                                  | Coupe de France                                     | Finaliste                                           |                                                     |                                                     |                                                     |                                                     |                                                     |                                                     |           |
| 1952-1953 | XIII Catalan                                        | Championnat de France                               | 10e                                                 | Coupe de France                                     | 1/8 finale                                          |                                                     |                                                     |                                                     |                                                     |                                                     |                                                     |           |
| 1953-1954 | XIII Catalan                                        | Championnat de France                               | 5e                                                  | Coupe de France                                     | Finaliste                                           |                                                     |                                                     |                                                     |                                                     |                                                     |                                                     |           |
| 1954-1955 | XIII Catalan                                        | Championnat de France                               | 6e                                                  | Coupe de France                                     | 1/2 finale                                          |                                                     |                                                     |                                                     |                                                     |                                                     |                                                     |           |
| 1955-1956 | XIII Catalan                                        | Championnat de France                               | 6e                                                  | Coupe de France                                     | 1/8 finale                                          |                                                     |                                                     |                                                     |                                                     |                                                     |                                                     |           |

### En tant qu'entraîneur
- Collectif :
  - Vainqueur du championnat de France : 1957 (XIII Catalan).
  - Vainqueur de la coupe de France : 1959 (XIII Catalan).